# 大麻宮町
大麻宮町（おおあさみやまち）とは、北海道江別市の町丁。郵便番号は 069-0855。人口は980人、世帯数は609世帯（2023年12月1日現在）。丁目の設定のない単独町名である。住居表示は全域で未実施。

## 地理
大麻宮町は函館本線の北側に位置する地域で、町内を２番通や、道道864号大麻東雁来線が横断している。また、町内のほとんどをUR大麻宮町団地、および道営住宅大麻宮町団地が占めている。

## 歴史

### 年表
- 1965年（昭和40年）
  - 2月20日 - 町名変更により「字大麻」の一部が「大麻宮町」に変更された[5]。
- 1966年（昭和41年）
  - 8月1日 - 町名変更によりさらに「字大麻」の一部が「大麻宮町」に変更された[5]。

### 町名の変遷
町名の変遷は以下の通りである。
| 実施後   | 実施年月日    | 実施前（各町名ともその一部） |
| -------- | ------------- | ---------------------------- |
| 大麻宮町 | 1965年2月20日 | 字大麻                       |
| 大麻宮町 | 1966年8月1日  | 字大麻                       |

## 世帯数と人口
2023年（令和5年）12月1日現在の世帯数と人口は以下の通りである。
| 町丁     | 世帯    | 人口  |
| -------- | ------- | ----- |
| 大麻元町 | 609世帯 | 980人 |
| 計       | 609世帯 | 980人 |

### 人口の変遷
国勢調査による人口の推移。
| 1995年（平成7年）  | 1,815人 | [ 6 ]  |  |
| 2000年（平成12年） | 1,514人 | [ 7 ]  |  |
| 2005年（平成17年） | 1,414人 | [ 8 ]  |  |
| 2010年（平成22年） | 1,335人 | [ 9 ]  |  |
| 2015年（平成27年） | 1,081人 | [ 10 ] |  |
| 2020年（令和2年）  | 1,014人 | [ 11 ] |  |

### 世帯数の変遷
国勢調査による世帯数の推移。
| 1995年（平成7年）  | 800世帯 | [ 6 ]  |  |
| 2000年（平成12年） | 763世帯 | [ 7 ]  |  |
| 2005年（平成17年） | 752世帯 | [ 8 ]  |  |
| 2010年（平成22年） | 697世帯 | [ 9 ]  |  |
| 2015年（平成27年） | 580世帯 | [ 10 ] |  |
| 2020年（令和2年）  | 577世帯 | [ 11 ] |  |

## 小・中学校の通学区
小・中学校の通学区は以下の通り。
| 町丁     | 字・番地 | 小学校     | 中学校     |
| -------- | -------- | ---------- | ---------- |
| 大麻宮町 | 全域     | 大麻小学校 | 大麻中学校 |

## 施設

### 神社
- 大麻神社（大麻宮町3-2）

### 住宅
- UR大麻宮町団地・道営大麻宮町団地（大麻宮町5-1他）

### 公共
- 江別市立大麻小学校（大麻宮町2）
- 江別市立大麻中学校（大麻宮町1-1）
- 大麻中央公園（大麻宮町69他）
- みどり公園（大麻宮町2）
- みやまち公園（大麻宮町9）

## 交通

### 鉄道
- 鉄道駅は町内には存在しない。最寄り駅は■函館本線の大麻駅。
  -  北海道旅客鉄道
    - ■函館本線

### バス
大麻宮町の町内に停車するバスは、ジェイ・アール北海道バス・中央バスが運行している。

#### 一般国道
- 町内に一般国道は通っていない。

#### 一般道道
- 道道626号　東雁来江別線
- 道道864号　大麻東雁来線

#### 都市計画道路
- 3・3・303 ３番通[4]
- 3・4・313 ２番通[4]
- 3・4・323 大麻１３丁目通[4]